# Mathieu Fournier
 (août 2022).
- Si vous ne connaissez pas le sujet, laissez ce bandeau (vous pouvez alors contacter les auteurs).
- Si vous supprimez le contenu mis en cause (vous pouvez préalablement contacter les auteurs),

argumentez précisément cette suppression dans la page de discussion
(un manque de référence n'est pas un argument ; une recherche réelle de référence doit avoir été effectuée, être formellement documentée).

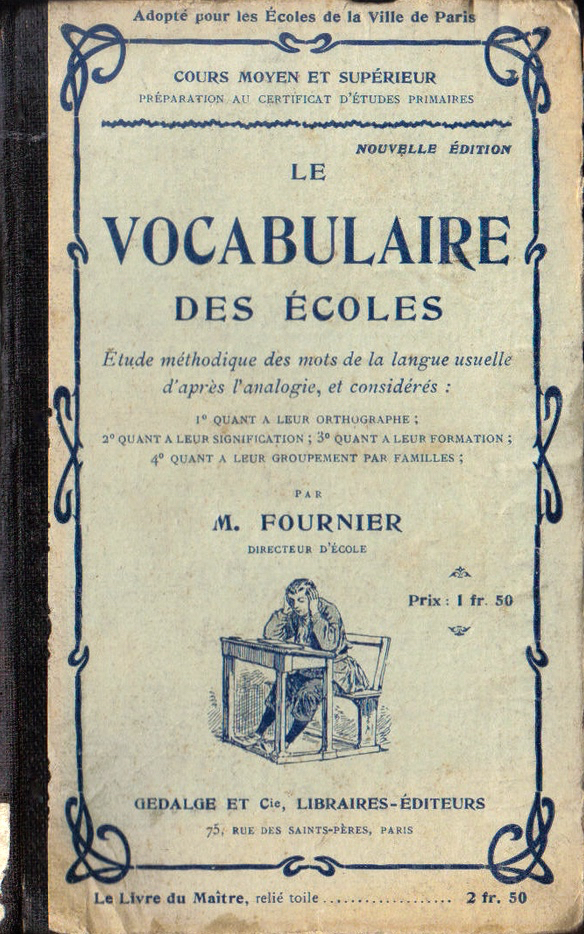
Mathieu Fournier, Le vocabulaire des écoles, 1905.

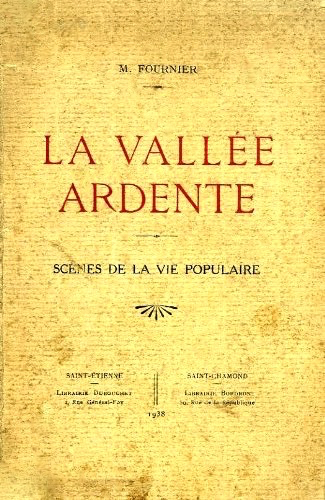
Mathieu Fournier, La Vallée ardente, 1938.

Mathieu Fournier (1868-1963) est un instituteur, pédagogue, romancier et conteur. Il a écrit sous son nom et sous le pseudonyme de Jean Châtelus.
Auteur de nombreux manuels scolaires d'apprentissage de la langue française, mais aussi de récits populaires, acteur social et littéraire, il symbolise les pionniers de l'école laïque et patriotique sous la IIIe République.
Son œuvre, d'un humanisme bienveillant, est marquée par les traditions et cultures, principalement ouvrières, du pays de Jarez (Loire).

## Biographie

### Enfance et formation

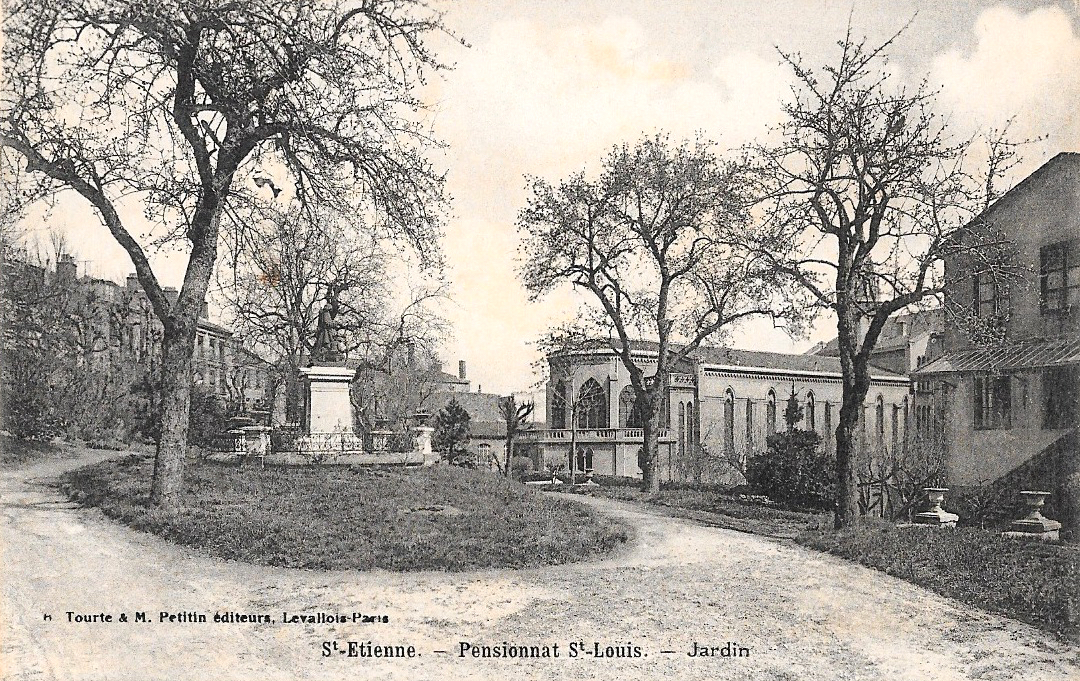
Pensionnat Saint-Louis à Saint-Étienne.

Mathieu Fournier est né à Saint-Étienne le 17 novembre 1868. Son père, Antoine Fournier, était forgeur « au Moulin Neuf » ; sa mère s'appelait Marie Barrelon.
Son registre matricule militaire, renseigné en 1888, le décrit à vingt ans comme un grand jeune homme, pour l'époque, puisque d'une taille de 1,73 m, les cheveux et les yeux noirs.
Enfant, il fréquente l'école maternelle de la rue des Tilleuls, à Saint-Étienne, puis le «pensionnat» Saint-Louis, tenu par les Frères des écoles chrétiennes. Bénéficiaire d'une bourse communale, il entre au lycée puis à l'école supérieure de la rue des Chappes où il obtient son brevet élémentaire.
En 1885, il est reçu à l'école normale de Montbrison et en sort en 1888. Le récit de ces trois années figure dans les Souvenirs d'un normalien, signés du pseudonyme de Jean Châtelus.

#### Les postes occupés par Mathieu Fournier
| années                        | lieux                        |
| ----------------------------- | ---------------------------- |
| 1888, quinze jours en octobre | Unieux, Côte-Quart           |
| 1888-1889                     | boursier à Küsnacht (Suisse) |
| 1889, quinze jours en octobre | Unieux, bourg                |
| 1889-1890                     | Rive-de-Gier                 |
| 1890-1891                     | Charlieu                     |
| 1891-1892                     | Roanne                       |
| 1892-1896                     | Rive-de-Gier                 |
| 1896-1897                     | Saint-Paul-en-Jarez          |
| 1897-1902                     | Saint-Julien-en-Jarez        |
| 1902-1905                     | Saint-Genest-Lerpt           |
| 1905-1929                     | Saint-Chamond                |

#### Retraite et mort
Mathieu Fournier évoque sobrement son « adieu à l'école » : « Chaque année, au 14 juillet, a lieu, à Saint-Chamond, au Jardin public, la distribution des primes accordées aux élèves ayant obtenu leur certificat d'études primaires. En 1929, j'assistai, pour la dernière fois, à cette cérémonie... ».
Au terme d'une longue retraite, il meurt à Saint-Chamond le 14 mai 1963, âgé de presque 95 ans, à son domicile : 19, avenue de la Libération.

### Famille
Le 9 septembre 1893, à Rive-de-Gier, Mathieu Fournier épouse Marie Antoinette Exbrayat, institutrice. Ils ont trois enfants :
- Maurice Antoine Pierre, né le 20 juillet 1897, à Saint-Paul-en-Jarez, où Mathieu Fournier est en poste. Le jeune homme épouse Françoise Pierrette Bonjour, le 1er juillet 1922 à Saint-Martin-en-Coailleux (Loire). Il meurt le 21 juin 1947 à Salindres dans le Gard[11]. Maurice Fournier était ingénieur-chimiste. Il a eu deux enfants : Paul et René[6], petits-fils de Mathieu Fournier.
- Paul Lucien, né le 7 février 1899, à Saint-Julien-en-Jarez (Loire). Il se marie le 15 juin 1926 à Lyon (2e), avec Yvonne Régine Durif. Il meurt le 4 septembre 1984 au Péage-de-Roussillon (Isère)[12].
- René Albert, né le 16 novembre 1901, à Saint-Julien-en-Jarez (Loire). Il se marie le 15 juillet 1925 à Saint-Florentin (Yonne)[13].

L'épouse de Mathieu Fournier meurt le 6 mai 1940, à Saint-Chamond, 7 rue Richard-Chambovet.

### Un voyage en Tunisie
Au printemps 1900, Mathieu Fournier effectue un voyage en Tunisie. Il fait partie d'une «c aravane de l'enseignement » composée d'instituteurs de quinze départements français.

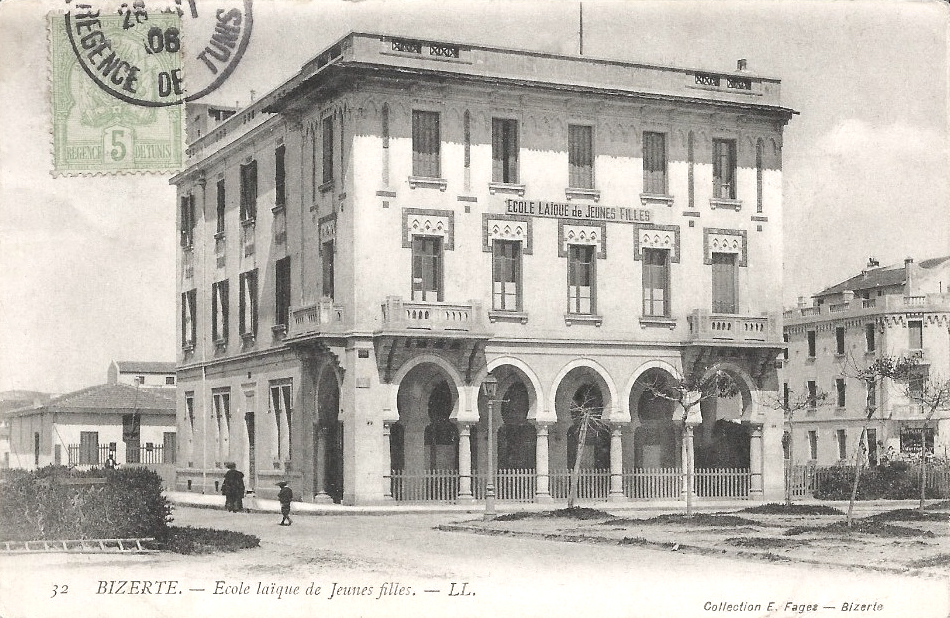
Bizerte, école de filles.

De Tunis, elle arrive à Bizerte le 25 avril 1900 ; elle est dirigée par MM. Louis Machuel, directeur général de l'Enseignement, Versini, inspecteur d'académie et Baille, inspecteur de l'enseignement primaire en Tunisie :
- « À midi, déjeuner dans le préau de l'école des filles, parfaitement ordonné et servi par le Grand hôtel de la Paix. M. Machuel[15] remercie les membres de l'enseignement qui ont bien voulu quitter leurs foyers pour venir recueillir d'utiles renseignements sur cette nouvelle colonie. Il est persuadé qu'ils n'auront pas perdu leur temps et que leurs conférences produiront d'heureux et féconds résultats au point de vue de la colonisation »[16].

La Société de géographie commerciale est partie prenante du voyage :
- « On sait d'ailleurs qu'avec l'encouragement et l'appui effectif de M. R. Millet, le résident général de France en Tunisie, une caravane d'instituteurs française a pu se rendre dans la Régence et étudier, de visu, le pays qu'ils auront à faire connaître à leurs élèves. (...) C'est M. Versini, l'inspecteur d'académie, membre de la Société de géographie commerciale, qui a guidé les instituteurs dans leur visite à Potinville (Bordj Cedria) »[17].

Mathieu Fournier rend compte rapidement de son séjour en Tunisie, lors d'une séance de la section stéphanoise de la Société de géographie commerciale, le 29 mai 1900 :
- « M. Gabriel Forest présente ensuite à l'assemblée M. Fournier, instituteur à Saint-Julien-en-Jarez qui traite longuement, et de manière à plaire à tous ses auditeurs, de la Tunisie et des œuvres de colonisation auxquelles on peut s'y livrer. Les compliments du président et les applaudissements de ses auditeurs ont terminé la séance »[18].

## Pédagogue, conteur, écrivain, historien

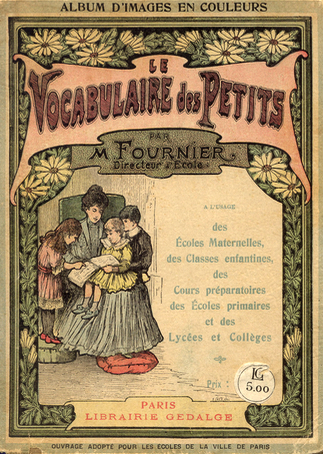
Mathieu Fournier, Le vocabulaire des petits, 1914-1927.

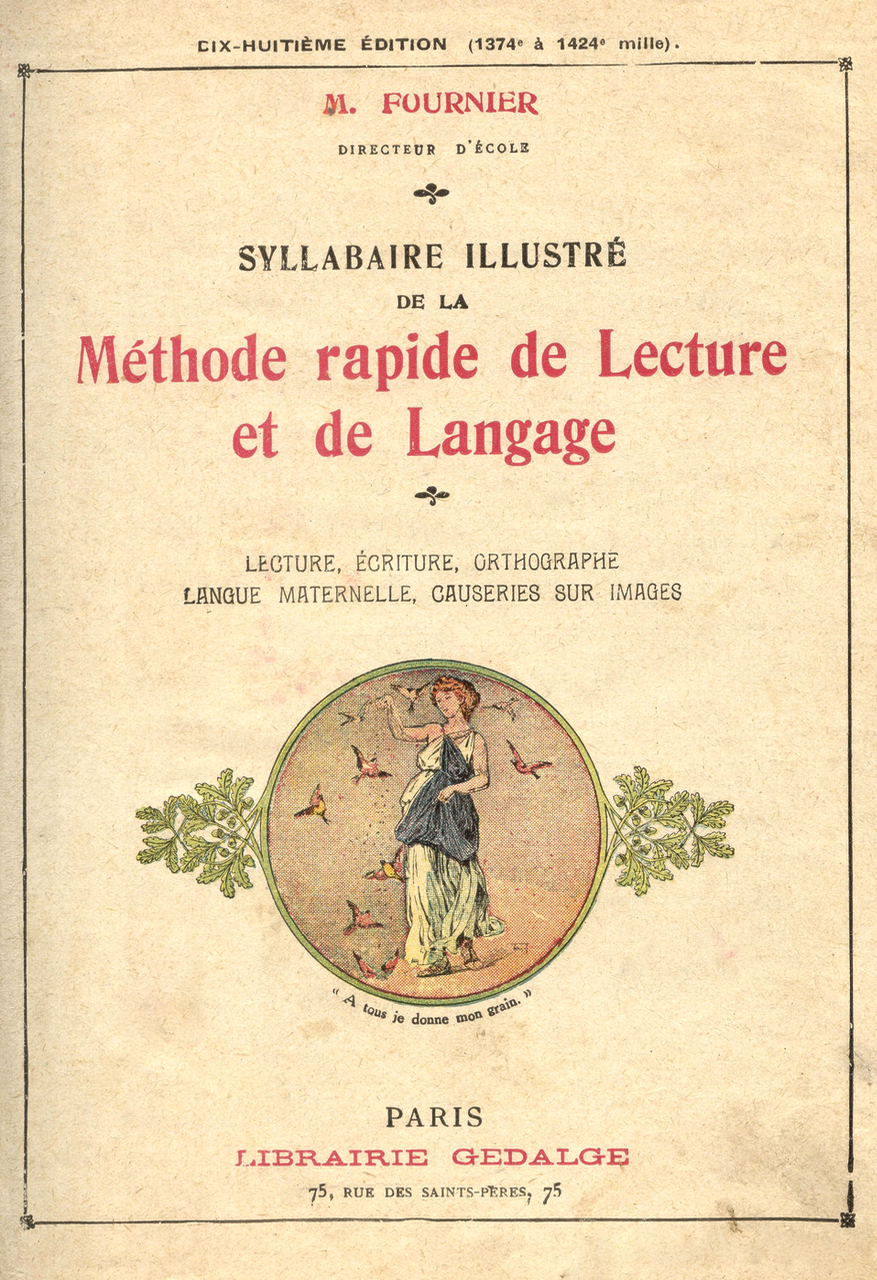
Mathieu Fournier, Syllabaire illustré.

### Manuels de lecture
Mathieu Fournier a mis au point des manuels de lecture pour l'enseignement primaire qui ont connu un très grand succès : en 1927, par exemple, la 6e édition des 54 lectures graduées atteint une diffusion de 113 000 exemplaires.
En 1927, le Cours élémentaire (1ère et 2e année). Le Vocabulaire des écoles atteint sa 19e édition depuis 1903.
Destiné aux écoles maternelles et aux cours préparatoires, Le vocabulaire des petits. Observation d'après l'image, exercices de langage, initiation à l'étude des mots et à la rédaction française, en est à sa 9e édition en 1920.
Autre retentissement éditorial, Le Vocabulaire des écoles. Étude méthodique des mots de la langue usuelle, d'après l'analogie et considérés : 1° Quant à leur orthographe ; 2° Quant à leur signification ; 3° Quant à leur formation ; 4° Quant à leur groupement par familles, est destiné aux cours moyen et supérieur et à la préparation au certificat d'études primaires : en 1927, on en recense 18 éditions successives depuis 1905.
En 1936, Le nouveau vocabulaire des petits, album d'images en couleur, à l'usage des écoles maternelles est adopté par les écoles de la Ville de Paris.
Publié une première fois en 1910, le Syllabaire illustré de la méthode rapide de lecture et de langage : lecture, écriture, orthographe, langue maternelle, causeries sur images est encore édité en 1950.
Ses ouvrages sont publiés par la Librairie Gedalge qui diffuse pour les écoles laïques. On trouve dans son catalogue le livre fameux destiné aux élèves méritants lors de la distribution des prix : Nos grands Républicains du XIXe siècle de Marie Laubot (1909).
Mathieu Fournier s'inscrit dans cet élan d'une alphabétisation rigoureuse et d'une transmission des idéaux républicains par l'institution scolaire.

### Collaboration à la presse locale
Mathieu Fournier a fait ses premières armes dans le journalisme local en devant correspondant de l'Union républicaine de Roanne.
Il a ensuite écrit dans le journal de tendance radicale, La Loire républicaine. Il y rencontre Jean-Baptiste Galley (1847-1932), historien régional et député de Saint-Étienne ; et Jacques Pérony (1867-1932), spécialiste du franco-provençal.
Ses articles sont parfois regroupés en livre ou brochure, comme Pages de guerre, carnet d'un instituteur (1917) et La Vie d'une cité. Impressions d'Izieux (1937).
Dans le compte rendu de parution de Pages de guerre, le journaliste de La Loire républicaine écrit : « Les lecteurs de La Loire républicaine me couperaient la parole si je m'avisais de leur présenter le Carnet d'un instituteur : ils ont eu sous les yeux, au fur et à mesure de leur insertion dans ce journal, ces articles qu'ils vont trouver rassemblés en plaquette. N'est-ce pas, ami lecteur, que ces articles sont toujours présents à ton esprit ? (...) ».

### Contes, récits et romans

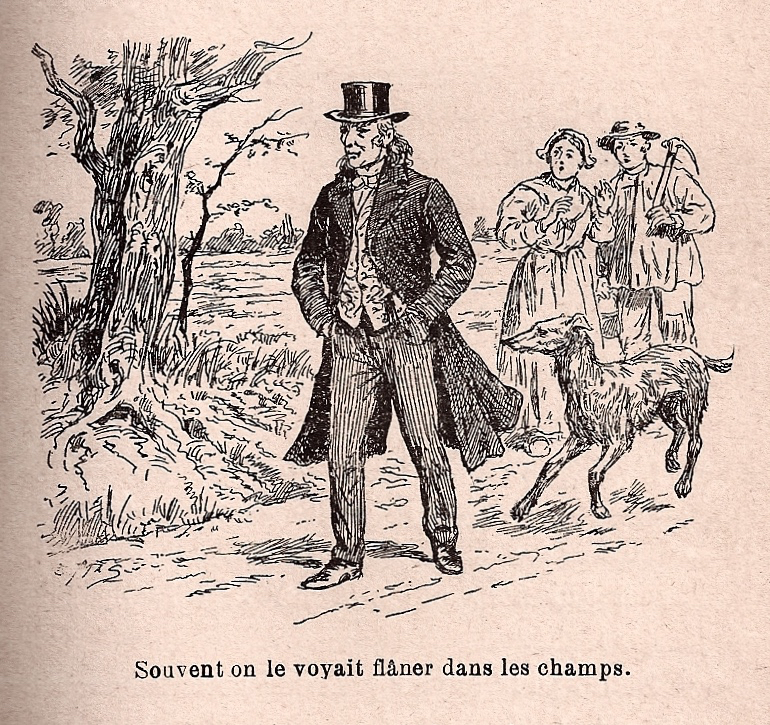
Le docteur Solidor, Contes du samedi.

Les contes de Mathieu Fournier sont aujourd'hui quasiment introuvables. Ils ont été écrits dans les années 1900-1902. Les Contes du samedi sont une allusion aux célèbres Contes du lundi d'Alphonse Daudet. Ils sont illustrés par Émile Mas. Le préfacier de ces contes, Maurice Bouchor écrit :
- « Vous avez su rester instituteur, c'est-à-dire éducateur, préoccupé de vie morale, tout en étant littérateur sans apprêt ni gaucherie, de style bien français, à la fois limpide et coloré. Votre œuvre est humaine, simple et harmonieuse ; on n'y sent point la peine qu'elle vous a certainement coûtée. (...) Vous avez donné de frappants exemples d'héroïsme et conté avec grâce de vieilles légendes. Vous avez mis en garde les jeunes esprits contre une niaise crédulité... »[29].

Les Contes du samedi contiennent quinze histoires :
- La poupée de la bohémienne
- Blanc et noir
- Jean d'Avril
- Taïb
- Le sou du pauvre
- Le docteur Solidor
- La solidarité
- Le crieur de journaux
- Le petit acrobate
- Prix d'honneur
- Le sonneur
- Un dimanche au village
- Le compliment aux morts
- Jehan le pastour
- Un tambour de 1805

Les romans et récits sont tous tirés de son expérience d'instituteur (Journal d'un écolier) dans une région ouvrière qui voit la forte présence des mineurs et des métiers traditionnels (forgeron, verrier). Le paysage local est invoqué sans fioritures :
- « ...moi qui habite aujourd'hui la petite ville ouvrière de Saint-Julien, basse, enfumée, aux maisons noires et tristes, aux ruelles raboteuses, presque toujours désertes, aux impasses sordides, entre des murs rongés de mousse. De notre villa sur une des collines qui enserrent la ville, Saint-Julien m'apparaît comme un pauvre accroupi dans ses haillons, sur les bords du Gier, qui traîne devant lui ses eaux lourdes et fangeuses »[30].

### Observateur et historien local
En 1902, Mathieu Fournier publiait une étude de 229 pages sur les mineurs du Gier. Mais c'est surtout à l'âge de la retraite qu'il a été un témoin engagé de la vie locale. En 1934, il publie L'essor d'une ville ouvrière : l'œuvre sociale des municipalités de Saint-Chamond, et en 1936 La vie d'une cité. Impressions d'Izieux.

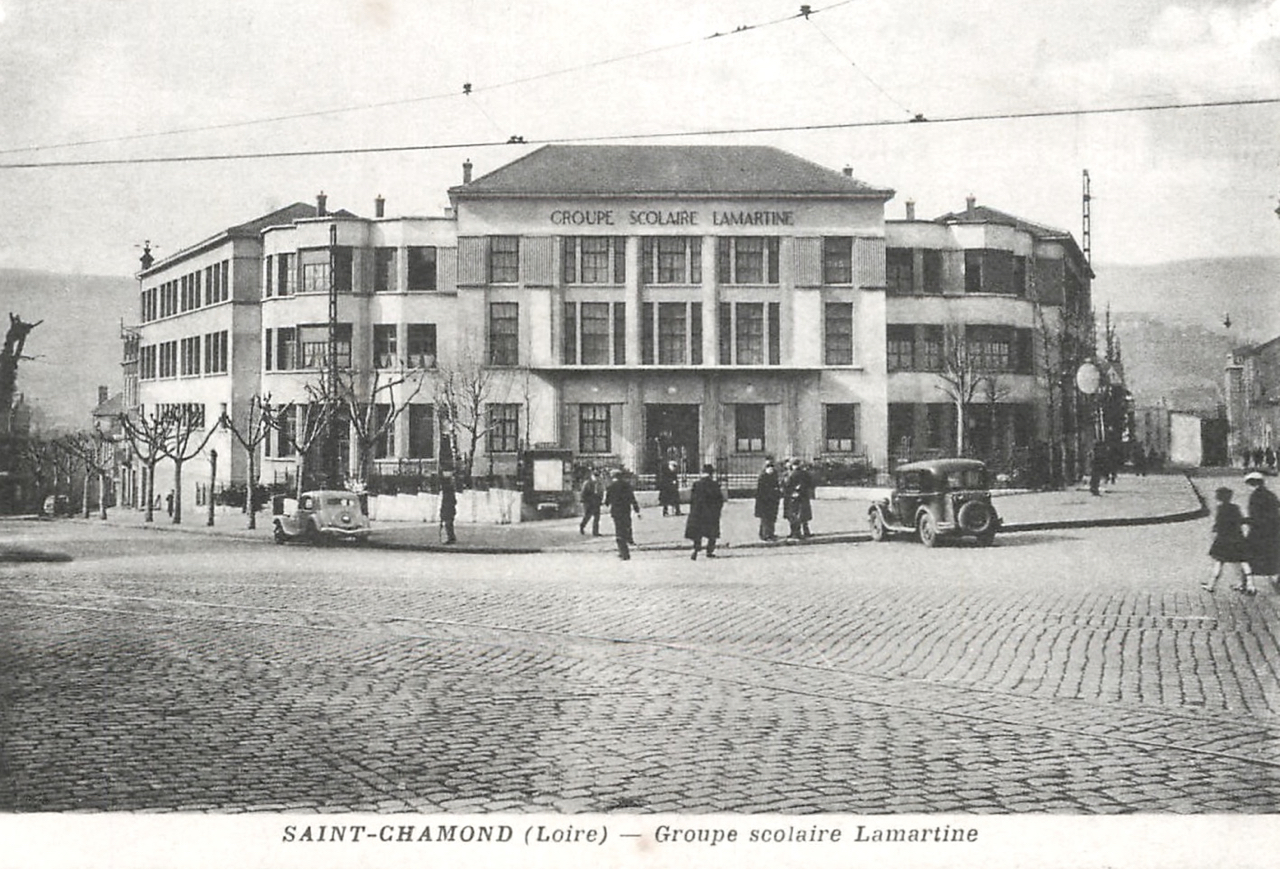
Saint-Chamond, école Lamartine, 1932.

L'œuvre sociale à Saint-Chamond fait notamment référence à la politique d'Antoine Pinay, élu maire en 1929. Sa priorité est alors le logement : dès le premier conseil municipal, en août 1929, un office HBM est créé, puis en 1930 et 1932, deux programmes de construction sont lancés, rues Dugas et Condamin. L'école est aussi l'objet de la nouvelle politique sociale avec la création du groupe scolaire Lamartine en 1932.
C'est avec les Tableaux de la vie saint-chamonaise, en 1949, que Mathieu Fournier évoque toute une série de figures locales, comme « les Dugas-Montbel, les Ennemond Richard, les Germain Morel, les Jules Duclos, tous sortis du peuple... » ; mais aussi les maires : Marius Chavanne, Benoît Oriol, François Delay, Antoine Pinay ; Claude Lebois, fondateur de l'École pratique d'industrie à Saint-Chamond, et d'autres personnalités hautes en couleur.

### Délégué local de la Ligue française

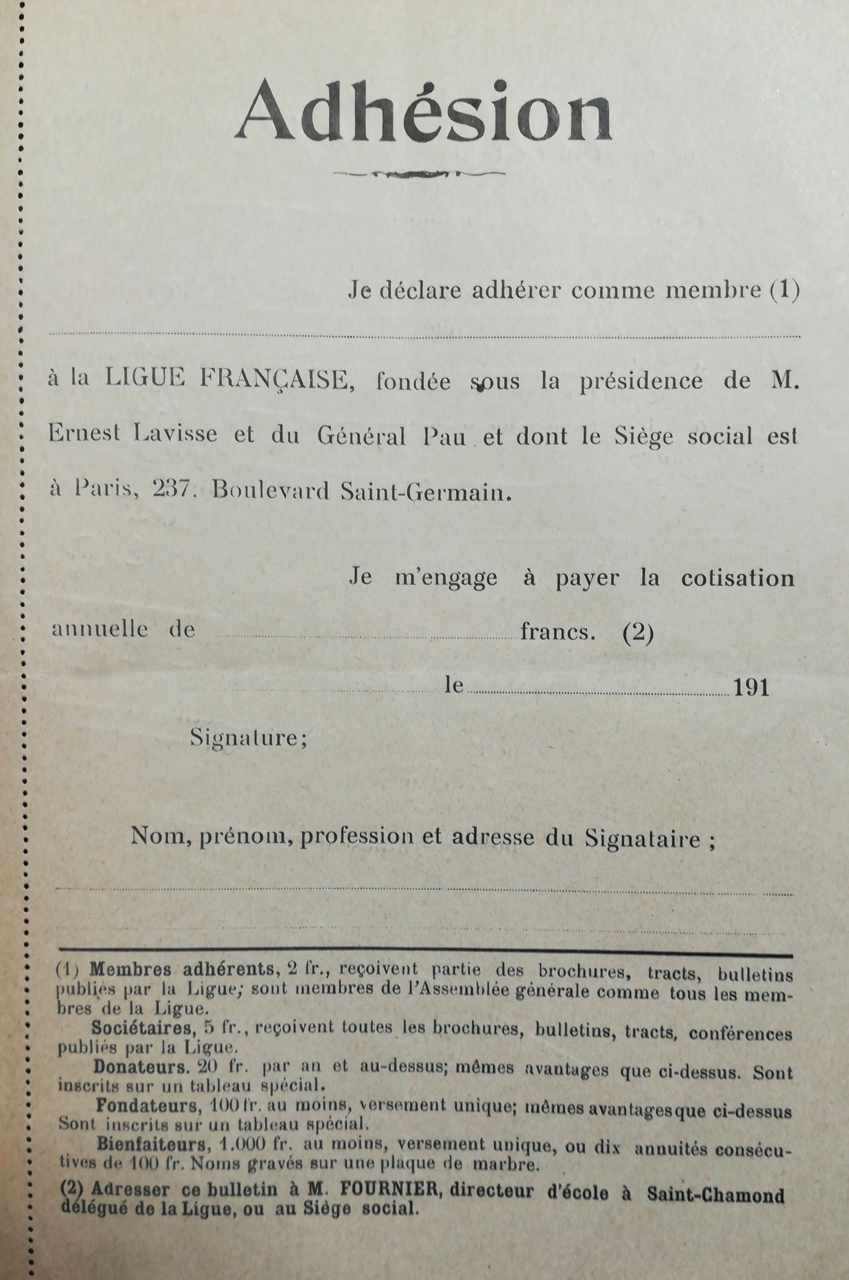
Ligue française, Saint-Chamond, 1918.

Dans le prolongement de son patriotisme d'auteur, Mathieu Fournier devient délégué de la Ligue française et probablement fondateur de sa section locale dans le canton de Saint-Chamond.
La Ligue française – à ne pas confondre avec la Ligue des patriotes fondée par Déroulède puis dirigée par Barrès, ni avec la Ligue de la patrie française, mouvement antidreyfusard – a été créée en mars 1914 par l'historien Ernest Lavisse, le général Pau et Émile Bertin.
Le 16 mars 1918, Mathieu Fournier écrit au maire de Saint-Chamond, François Delay, pour lui proposer la présidence d'honneur du comité de la Ligue française du canton de Saint-Chamond.
Il devait partager cette fonction avec MM. Joannon, conseiller général ; Ravisson, directeur des Aciéries ; Suel, directeur des Manufactures réunies ; Oriol, ancien député ; et le curé-archi-prêtre de la ville.

## Publications

### Sous le nom de Mathieu Fournier

#### Contes
- Contes héroïques. L'Auberge du diable. Clair-de-lune. José de Barbaste. L'Oncle Cyprien. La Vengeance de Claude. Fais ce que dois. Le Fils, (avec É. Gillet), éd. Gedalge, Paris, 1900.
- Le Petit tambour de 1805, album pour enfants, illustrations par Job, éd. Hachette, Paris, 1902.
- Contes du samedi, préface de Maurice Bouchor, éd. Gedalge, Paris, s.d. (vers 1910 ou avant).

#### Romans, récits

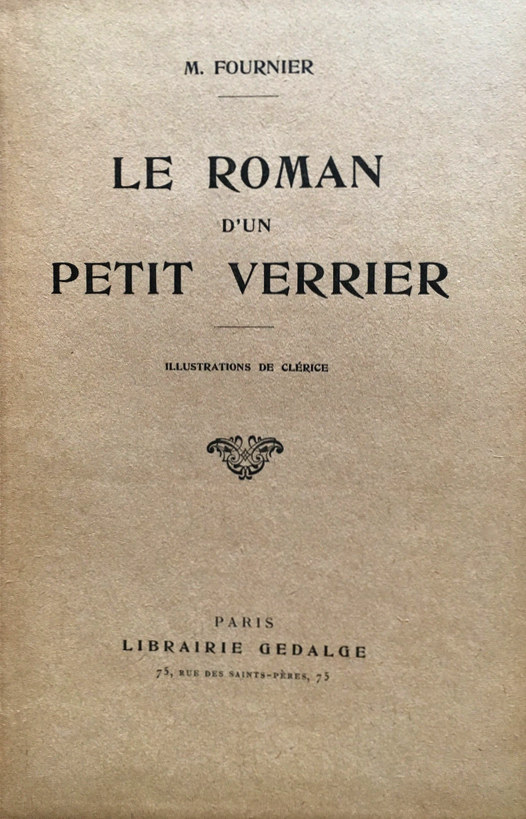
Le roman d'un petit verrier, 1925.

- Les mineurs du Gier, Saint-Étienne, 1901.
- Le roman d'un gamin, éd. Gedalge, Paris, 1901.
- Pages de guerre : carnet d'un instituteur, préface Denis Ginoux (inspecteur d'académie), éd. Librairie de La Loire républicaine, 1917.
- Journal d'un écolier, éd. Librairie Gedalge, Paris, 1921.
- Le roman d'un petit verrier, ill. de Clérice, éd. Gedalge, Paris, 1925.
- La vallée ardente. Scènes de la vie populaire, éd. Dubouchet (Saint-Étienne), Bordron (Saint-Chamond), 1938.
- Les forgerons, roman, éd. Dubouchet (Saint-Étienne), Bordron (Saint-Chamond), 1939.
- Tableaux de la vie saint-chamonaise, éd. Librairie A. Bordron, Saint-Chamond, 1949.

#### Études
- L'essor d'une ville ouvrière : l'œuvre sociale des municipalités de Saint-Chamond, 1934.
- La vie d'une cité. Impressions d'Izieux, impr. de La Loire républicaine, 1936.
- Un instituteur laïque : Arthur Blancard, 1937.
- Guillaume Roquille, poète ripagérien (1804-1860), 1942.

#### Ouvrages scolaires

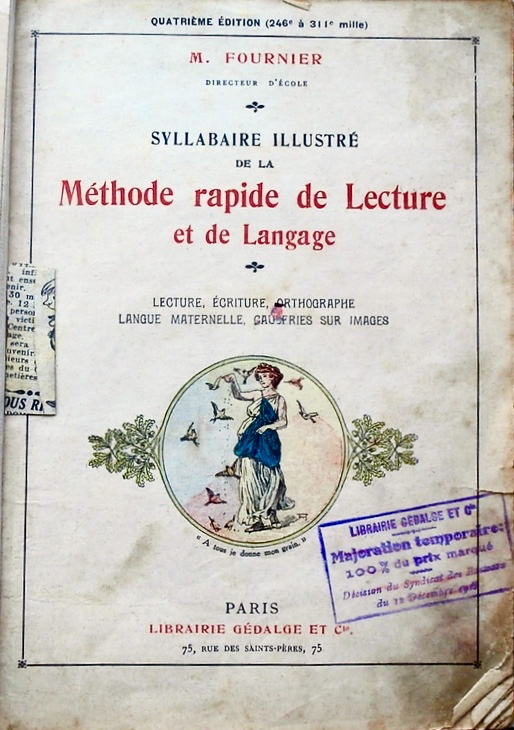
Mathieu Fournier, Syllabaire illustré.

- Syllabaire illustré de la méthode rapide de lecture et de langage, Gedalge, 1910.
- 54 lectures graduées, deuxième livre de lecture courante à l'usage de la 1re année du cours élémentaire et des classes correspondantes des lycées et collèges. Récits moraux et instructifs, leçons de choses, entretiens, éd. Librairie Gedalge, Paris, 1920.
- Pour notre France ! histoire de la «Grande guerre» racontée à deux enfants. Livre de lecture courante. Cours élémentaire et moyen, éd. Librairie Gedalge, Paris, 1920.
- Les Lectures des petits. Premier livre de lecture courante à l'usage des classes enfantines, des cours préparatoires et élémentaires des écoles primaires et des classes primaires des lycées et collèges, par M. Fournier, directeur d'école primaire. Morale pratique, exercices d'intelligence, vocabulaire. 42 récits. 42 causeries. 72 gravures, 11e édition, Gedalge, 1926.
- Cours élémentaire (1ère et 2e année), Le Vocabulaire des écoles..., 19e édition, Gedalge, 1927.
- Nouveau cours de langue française. Méthode inductive basée sur l'observation. Grammaire et vocabulaire. Analyse et élocution. Étude de la phrase. Préparation à la composition française. Cours élémentaire. Classes correspondantes des lycées et collèges, éd. Fernand Nathan, 1929.

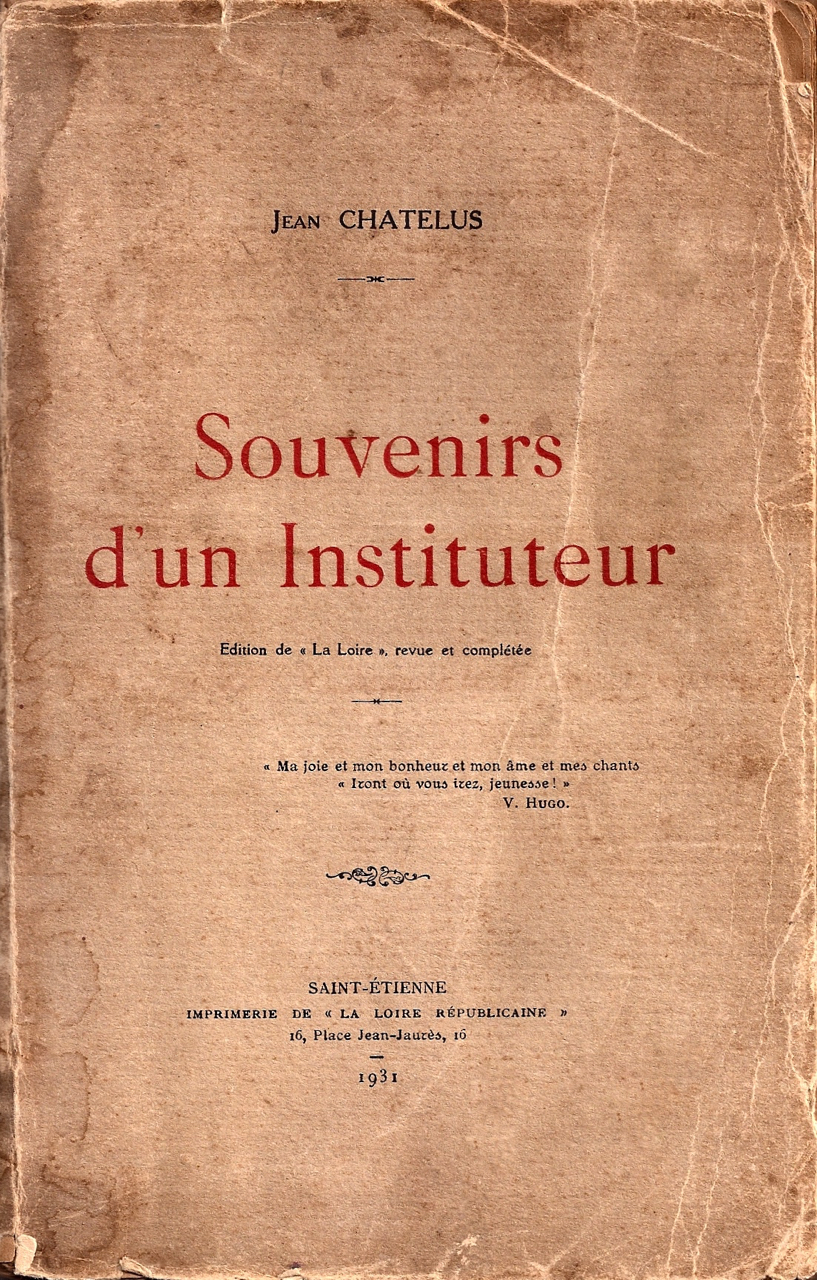
Souvenirs d'un instituteur.

### Sous le pseudonyme de Jean Châtelus
- Souvenirs d'un Stéphanois, sous le pseudonyme de Jean Châtelus, Saint-Étienne, 1928.
- Souvenirs d'un instituteur, sous le pseudonyme de Jean Châtelus, Saint-Étienne, 1931.
- Souvenirs d'un normalien, sous le pseudonyme de Jean Châtelus, Saint-Étienne, 1932.

Ces ouvrages de Mathieu Fournier n'ayant pas été versés au Dépôt légal de la Bibliothèque nationale, sont devenus quasi introuvables, à l'exception de fonds spécifiques de bibliothèques locales comme Roanne ou Saint-Chamond.